# Peregrino Anselmo
Juan Peregrino Anselmo,  född den 30 april 1902 och död den 27 oktober 1975, var en uruguayansk fotbollsspelare.

## Klubbkarriär
Anselmo spelade hela sin karriär för CA Peñarol i hemstaden Montevideo. Han var även tränare för Peñarol 1962.

## Landslagskarriären
Anselmo debuterade för det uruguayanska landslaget 1927 och han deltog i de olympiska spelen 1928 där Uruguay vann turneringen och blev olympiska mästare.
Han blev två år senare uttagen till Uruguays VM-trupp till det första världsmästerskapet i fotboll 1930 på hemmaplan i Uruguay. Han fick inte spela i den första gruppspelsmatchen mot Peru, men i den andra gruppspelsmatchen mot Rumänien fick han spela och då gjorde han ett mål. Han fick därefter förtroendet även semifinalen mot Jugoslavien och i den matchen gjorde han två mål när Uruguay vann med hela 6-1. I finalen mot Argentina fick han inte spela, men då Uruguay vann finalen blev han världsmästare.